# Rivers Angels
Der Rivers Angels Football Club of Port Harcourt ist ein staatlicher nigerianischer Frauenfußballverein, der in der Women Professional Football League spielt.

## Geschichte
Die Rivers Angels wurden zweimal in ihrer Geschichte Meister: 1994 und 2010 konnte man sich den Titel in der Women Professional Football League holen. Daneben wurde man 2009 einmal Vize-Meister, nur zwei Punkte hinter den Delta Queens. 2002 erreichte man erstmals das Pokalfinale, unterlag jedoch gegen den Pelican Stars FC aus Calabar. Seit 2010 gewannen die Rivers Angels neun Mal den nigerianischen Federations Cup, zuletzt indem sie 2024 Naija Ratels 1-0 im Finale schlagen konnten. Seine Heimspiele trägt das Team in dem 25.000 Plätze fassenden Port Harcourt Liberation Stadium aus. Der Verein wird finanziell vom Bundesstaat Rivers unterstützt.

### Trainer
- 2008–2009: Ngozi Uche
- 2010: Matilda Otuene
- 2011: Edwin Okon
- 2012: White Ogbonda

## Bekannte Spielerinnen
- Charity Adule
- Amenze Aighewi (2011 WM-Teilnehmerin)
- Kikelomo Ajayi (2-fache WM-Teilnehmerin)
- Françoise Bella (kamerunische Nationalspielerin, Olympiateilnehmerin 2012)
- Cathy Boudjou (kamerunische Nationalspielerin)
- Judith Chime (einmalige WM-Teilnehmerin)
- Josephine Chukwunonye (2011 WM-Teilnehmerin & 2012 U-20 WM-Teilnehmerin)
- Precious Dede (3-fache WM-Teilnehmerin)
- Ngozi Ebere (2010 U-20 WM-Teilnehmerin)
- Blessing Edoho (2010 U-20 WM-Teilnehmerin)
- Winifred Eeybhoria (2012 U-20 WM-Teilnehmerin)
- Chinwendu Ihezuo (2012 & 2014 FIFA U-17 WM-Teilnehmerin; U-20 WM-Teilnehmerin 2014)
- Gloria Iroka (2010 U-20 WM und 2011 WM-Teilnehmerin in Deutschland)
- Isatou Jallow (ab 2019), gambische Nationalspielerin
- Ulunma Jerome (2-fache WM und einfache Olympiateilnehmerin)
- Yinka Kudaisi (zweimalige WM-Teilnehmerin)
- Stella Mbachu (4-fache WM-Teilnehmerin)
- Perpetua Nkwocha (3-fache WM-Teilnehmerin)
- Ugo Njoku (2012 & 2014, U-20 WM-Teilnehmerin)
- Cecilia Nku (2015,WM-Teilnehmerin)[7]
- Rita Nwadike (dreimalige WM-Teilnehmerin)
- Evelyn Nwabuoku (2019 WM-Teilnehmerin)[8]
- Gloria Ofoegbu (2010 und 2012 U-20 WM-Teilnehmerin)
- Martina Ohadugha (2010 U-20 WM-Teilnehmerin)
- Osinachi Ohale (2010 U-20 und 2011 A-WM-Teilnehmerin - Profi in den USA)
- Chidinma Okoro (2012 U-20 WM-Teilnehmerin)
- Gloria Chinasa Okoro (2011 WM-Teilnehmerin für Äquatorial-Guinea)
- Nkiru Okosieme (4-malige WM-Teilnehmerin)
- Francisca Ordega (2012 U-20 WM-Teilnehmerin)
- Ebere Orji (2010 & 2012 U-20 WM und 2011 WM-Teilnehmerin in Deutschland)
- Jennifer Osawaru (2012 U-20 WM-Teilnehmerin)
- Asisat Oshoala (2012 & 2014 U-20 WM-Teilnehmerin)
- Uchechi Sunday (2011 WM-Teilnehmerin und Profi in der Schweiz)
- Ayisat Yusuf (einmalige WM-Teilnehmerin)
- Ibubeleye Whyte (2012 U-20 WM-Teilnehmerin)